# Grace Van Patten

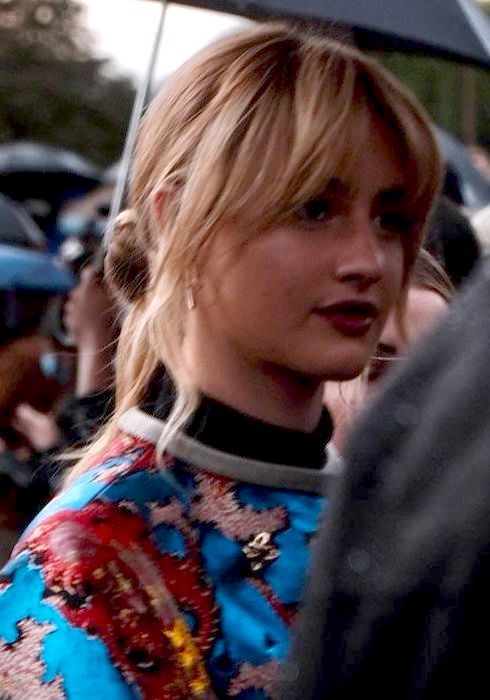
Grace Van Patten im Jahr 2021

Grace Van Patten (* 21. November 1996 in New York City) ist eine US-amerikanische Schauspielerin.

## Leben
Van Patten wuchs in Tribeca, New York City, auf und besuchte die Fiorello H. LaGuardia High School. Sie ist die älteste von drei Töchtern des Regisseurs und Produzenten Timothy Van Patten. Sie ist die Nichte des Komikers Dick Van Patten. Ihre Cousine ist die Schauspielerin Talia Balsam, die Tochter von Joyce Van Patten.
Sie verschob die Zulassung an der University of Southern California und entschied sich stattdessen für ein Vorsprechen in New York City und den Besuch von Community-College-Kursen in Psychologie und Philosophie. Sie verschob die Kurse jedoch, als sie während des Schuljahres einen Job bekam.
2006 trat sie erstmals schauspielerisch in Erscheinung, ab 2013 folgten weitere Auftritte in Film und Fernsehen. 2025 übernahm sie in einer Miniserie die Rolle der Amanda Knox, die wiederum als ausführende Produzentin hieran beteiligt ist. Van Pattens Schaffen umfasst mehr als 15 Produktionen. 

## Filmografie (Auswahl)
- 2006: Die Sopranos (The Sopranos, Fernsehserie, 2 Episoden)
- 2013: Law & Order: Special Victims Unit (Fernsehserie, Episode 15x06)
- 2014: Boardwalk Empire (Fernsehserie, Episode 5x04)
- 2015: Stealing Cars
- 2016: Tramps
- 2017: Central Park
- 2017: The Meyerowitz Stories (New and Selected) (The Meyerowitz Stories)
- 2017: The Wilde Wedding
- 2018: Under the Silver Lake
- 2018: Maniac (Fernsehserie, 3 Episoden)
- 2019: Good Posture
- 2020: The Violent Heart
- 2021: Mayday
- 2021: Nine Perfect Strangers (Fernsehserie, 8 Episoden)[5][6]
- seit 2022: Tell Me Lies (Fernsehserie, 15 Episoden)[7][8]
- 2025: The Twisted Tale of Amanda Knox (Miniserie)